# Aloe abyssicola
Aloe abyssicola là một loài thực vật có hoa trong họ Măng tây. Loài này được Lavranos & Bilaidi mô tả khoa học đầu tiên năm 1971.